# Downing (Wisconsin)
Downing és una població dels Estats Units a l'estat de Wisconsin. Segons el cens del 2000 tenia 257 habitants.

## Demografia
Segons el cens del 2000, Downing tenia 257 habitants, 98 habitatges, i 69 famílies. La densitat de població era de 33,4 habitants per km².
Dels 98 habitatges en un 30,6% hi vivien nens de menys de 18 anys, en un 60,2% hi vivien parelles casades, en un 5,1% dones solteres, i en un 28,6% no eren unitats familiars. En el 19,4% dels habitatges hi vivien persones soles el 10,2% de les quals corresponia a persones de 65 anys o més que vivien soles. El nombre mitjà de persones vivint en cada habitatge era de 2,62 i el nombre mitjà de persones que vivien en cada família era de 3,04.
Per edats la població es repartia de la següent manera: un 25,3% tenia menys de 18 anys, un 10,5% entre 18 i 24, un 29,2% entre 25 i 44, un 23% de 45 a 60 i un 12,1% 65 anys o més.
L'edat mediana era de 35 anys. Per cada 100 dones de 18 o més anys hi havia 128,6 homes.
La renda mediana per habitatge era de 41.375 $ i la renda mediana per família de 40.375 $. Els homes tenien una renda mediana de 27.500 $ mentre que les dones 20.625 $. La renda per capita de la població era de 17.927 $. Aproximadament el 8% de les famílies i el 5,7% de la població estaven per davall del llindar de pobresa.

## Poblacions més properes
El següent diagrama mostra les poblacions més properes.